# バーチャル顕微鏡
バーチャル顕微鏡（バーチャルけんびきょう、バーチャルマイクロスコピー、ヴァーチャル顕微鏡、Virtual microscope、バーチャルスライド）はバーチャルマイクロスコープともいい、光学顕微鏡像をデジタル化し、ディスプレイ上で顕微鏡観察できるものをいう。訳すと仮想顕微鏡である。主に生物顕微鏡の分野で用いられている用語。

## 分類
現在（2007年10月）、日本で購入できるバーチャル顕微鏡はデジタル顕微鏡、遠隔顕微鏡とスライドガラスデジタル化装置の3種である。欧米に比べ日本での導入実績が遅れているといわれていたが、がん対策における先端技術として注目されはじめている。バーチャル顕微鏡は光学系技術、画像処理技術、メカトロ技術、通信技術など日本が得意とする技術の集合体であり、国際競争力を持たせたい産業領域ともいえよう。

### デジタル顕微鏡
デジタル顕微鏡は標本をデジタルカメラを介してディスプレイで観察できるようにした光学顕微鏡のこと。従来の顕微鏡には必須であった接眼部を省略したものも販売されており、ライカ(Leica)マイクロシステムズのDMD108はその代表である。

### 遠隔顕微鏡
遠隔顕微鏡は従来の光学顕微鏡にデジタルカメラと電動ステージを追加し、遠隔操作で顕微鏡観察をできるようにしたもの。代表的な機器はNikonのCOOLSCOPEである。COOLSCOPEは箱型で肉眼で観察するための接眼部は省略されておりディスプレイ、またはウェブブラウザを用いて顕微鏡像を観察する。インターネットを介して利用することができる。1台200万円以下である。日本では200台以上が出荷されており、医学領域では術中迅速診断や病理学的診断補助のために利用されている。

### スライドガラスデジタル化装置（バーチャルスライド）
スライドガラスデジタル化装置は標本が乗っているスライドガラス（プレパラートともいう）の標本全体を撮影しデジタル画像にする装置のこと(whole slide imaging)。日本ではバーチャルスライド作製装置と呼ばれている。画像全体がデジタル化され画像データはメディア（ハードディスクやDVD等）に蓄積される。パソコン等のビューアソフトで観察する。ビューアソフトは倍率変換や観察部位移動などの機能を有しておりパソコンのディスプレイで顕微鏡像として観察することができる。装置の多くはインターネットを介して顕微鏡像を観察することができる。日本国内では株式会社クラーロ（当時は株式会社ダイレクトコミュニケーションズ。2016年7月株式会社クラーロはテラ株式会社に事業譲渡）が2003年に自動化装置を開発し、市場投入したのが最初である。

## バーチャルスライドの方式と特徴
バーチャルスライドとは、大きく分けて、顕微鏡操作の再現性を考慮した撮影機能、閲覧機能、画像管理機能の総称を言う。撮影機能では撮影する光学系とカメラ、その制御方法などがある。また閲覧機能は撮影装置で撮影されたデータを高速に閲覧する機能がある。また、閲覧機能には病理診断に至る過程での画像解析機能を付加するものがある。画像管理機能は合成に必要な顕微鏡画像を保存する機能であり、バーチャルスライドでは、合成表示を必須とする場合が多いため、個々の撮影画像を関連付けて保存している。

### 撮影方式
顕微鏡画像のデジタル化方式としては、デジタルカメラとスライドの何れかを相対的に移動させて主に矩形の撮影画像を合成してスライド全体の画像を生成する方式と、スキャナーにより帯状のスキャン画像を合成してスライド全体の画像を生成する方式がある。クラーロのtocoやVASSALO、オリンパスのVS-100、ZEISSのMIRAXが前者の方式、浜松ホトニクスのNDP(NanoZoomer Digital Pathology)、AperioのScanScopeシリーズは後者の方式である。一般にデジタルカメラ方式よりもスキャナ方式の方が撮影速度は速いがフォーカス精度はデジタルカメラ方式で全視野オートフォーカスをした方が良いと言われている。

### 断層撮影
浜松ホトニクスのNDPとクラーロのtocoは3次元での画像撮影が可能でピント操作が可能となっておりフォーカスの問題をほぼクリアしている。また、一般的に使われている顕微鏡で多層撮影された画像からフォーカス調整を可能にしたバーチャルスライドとしてケーアイテクノロジー社のサイトロンがある。さらに断層撮影後、ピントの合っているところだけをデジタル処理にて合成し、全面にピントのあった画像を作り出す機能を持っているメーカーもある。このような合成画像を全焦点画像といい、落射型顕微鏡を使う工業系では既に一般的な技術である。しかし、生物顕微鏡（透過型顕微鏡）では観察対象物が重なり合う場合に情報の間引きが行われたり、上下方向での位置関係を無視した画像になるため必ずしも正しい情報を表示しているとは限らない。

### 撮影速度
撮影速度には、撮影前の設定を行う時間と、撮影位置やフォーカスを決めるプレスキャンを行う時間と、高倍率の対物レンズを用いて撮影する本スキャンの時間がある。各メーカーのカタログには本スキャン時間しか書かれていないため、トータルの時間をカタログ上で比較することはできない。カタログスペックから言うと一般に浜松ホトニクスが本スキャンの速度が速い記載があり、プレスキャンではクラーロ社が速い記載がある。

### 閲覧機能
撮影方式による画像の保存形式が各社違うことから、すべてのメーカーが閲覧ソフトウェア（Viewer）を持っている。保存形式やデータ容量によりビューワーのレスポンスには各社違いがあり、操作性も異なる。特に、特定の倍率が遅いビューワや、撮影サイズが大きくなると遅くなるビューワなど、各社撮影方式による違いが、閲覧速度にも影響している。また、この撮影方式の違いによるファイルの互換性を保つために、現在バーチャルスライドのDICOM対応が急がれている。

### 価格
現状1台約700万円前後から2500万円の装置が販売されている。スライドローダーの枚数により価格がかわる。価格を下げることが普及のポイントになると考えられており、既存の顕微鏡写真撮影装置を使用してバーチャルスライド化するケーアイテクノロジー社のサイトロンであれば20万ほどで構築が可能である。

## 医学領域での意義
バーチャル顕微鏡は病理診断のあり方を劇的に変え、医療に大きく寄与することが期待されている。テレパソロジーが盛んな欧米ではデジタル顕微鏡が普及しているが、日本では導入が遅れているといわれている。日本の病理医の画質へのこだわりや病理診断精度の考え方が欧米と異なるためでもあると考えられる。利点も多いので、バーチャル顕微鏡の品質向上やディスプレイでの観察にこだわらない世代の出現等により、バーチャル顕微鏡は導入が進むと考えられる。

### 遠隔迅速病理診断
手術中に摘出された病変組織の迅速病理標本を遠隔地から病理医が診断することにより、病理医が不在の病院での術中迅速病理診断が可能になる。たとえば胃癌の内視鏡手術はリンパ節転移有無評価に迅速診断は欠かせないとされるが、遠隔迅速病理診断によって、病理医不在病院（100-200床の中小病院等）での早期胃癌等の内視鏡手術が可能になろう。バーチャル顕微鏡は医療費削減にも寄与することが期待される。
バーチャル顕微鏡が遠隔迅速病理診断に活用された有名な例としては、岩手医科大学臨床病理の中村眞一教授（現在は退職）によって岩手県立久慈病院と岩手医科大学間で始めたのが最初の例である。ストレスのない診断が可能だという。

### 病気・病変の説明
従来は患者の病理検査は報告書によって説明がなされていたが、バーチャル顕微鏡を用いると、患者の病変の顕微鏡像をディスプレイに映して説明することができる。
乳癌の組織像を患者自身がディスプレイで観察することができる。患者は病理の専門家ではないので組織所見の正確な理解には達しないかもしれないが、自身の癌細胞を見せてもらうことは重要であろう。場合によっては自身のデジタル病理画像コピー（DVD等）を入手して病理診断科の病理専門医に病変の説明を求め、納得することも可能である。
院内において、電子カルテとリンクし、病変の説明を行う目的で活用された最初の例としては、富山市民病院の齋藤勝彦病理科部長によって最初に実施された例である。院内では非常に好評だという。

### 病理診断科での利用
病理診断科（2008年4月の医療法改定により病理診断科が標榜診療科）の病理専門医が診断困難例や特殊・稀少病変等について、デジタル画像を用いて、迅速にスペシャリティー領域の病理医に病理診断の確認・裏づけをとることが容易になる。従来はガラススライドを専門家に輸送しており、日数を要していた。デジタル画像によって病理診断がより早くなることは患者にとって病理結果を待つまでの不安な時間がより短くなるということである。
- なおバーチャル顕微鏡を用いた観察は病変の判断の参考にはなるが、病理診断は絶対的医行為であるため、病理診断のために用いることは現時点では難しいと思われる。バーチャル顕微鏡は光学顕微鏡のレンズを用いて撮像しており、ガラススライドを光学顕微鏡で直接観察する方法に勝ることはないからである。現在はテレパソロジー（術中迅速病理診断）に限られているが、バーチャル顕微鏡が光学顕微鏡による病理診断を超える、新たな領域が検討される必要がある。

### 病理教育・診断標準化
医学部病理学教室等では、病理実習において、従来の光学顕微鏡を用いてガラススライドを観察するのではなく、バーチャル顕微鏡のデジタル画像をディスプレイ上で観察することも多くなった。学生には好評という。
また病理医や臨床医が病気について病変（病理組織）を学ぶ際に、バーチャル顕微鏡のデジタル画像を用いることも計画されており、病理診断の質的向上や、病理診断科と他の診療科を交えた診断の標準化などがいっそう進むと期待されている。

## 関連学会
- 日本病理学会
- 日本テレパソロジー・バーチャルマイクロスコピー研究会